# لابيل (كيبك)
لابيل (بالإنجليزية: Labelle, Quebec)‏ هي بلدية محلية في كيبيك تقع في كندا في Les Laurentides Regional County Municipality. يقدر عدد سكانها بـ 2,445 نسمة ومساحتها 216.30 كم2 .

## أعلام
- رايموند رايموند